# گلنیکا
گلنیکا (انگلیسی: Galenica) شرکت خوشه‌ای سوئیسی است، که در سال ۱۹۲۸ تأسیس شد.